# Duckeanthus
Duckeanthus é um género botânico pertencente à família Annonaceae.